# Nick Maimone
Nicholas Alan „Nick“ Maimone (* 12. Januar 1987) ist ein professioneller US-amerikanischer Pokerspieler. Er gewann 2016 das High Roller des PokerStars Caribbean Adventures und 2020 ein Bracelet bei der World Series of Poker Online.

## Pokerkarriere
Maimone spielt online unter den Nicknames FU_15 (PokerStars sowie ehemals Full Tilt Poker), rdcrsn (GGPoker) und Baxaments15 (UltimateBet). Im April 2016 lagen seine Online-Turniergewinne bei knapp 7 Millionen US-Dollar. Im Jahr 2013 stand er zeitweise auf dem sechsten Platz des PokerStake-Rankings, das die erfolgreichsten Onlinepoker-Turnierspieler weltweit listet.
Seine erste Geldplatzierung bei einem Live-Turnier erzielte Maimone im Juni 2008 im Venetian Resort Hotel am Las Vegas Strip. Anfang Juli 2009 war er erstmals bei der World Series of Poker (WSOP) im Rio All-Suite Hotel and Casino am Las Vegas Strip erfolgreich und erreichte im Main Event der Turnierserie den achten Turniertag. Dort schied er auf dem mit mehr als 630.000 US-Dollar dotierten 15. Platz aus. Bei der WSOP 2012 belegte er bei der Weltmeisterschaft der Variante No Limit Hold’em (6-Max) den neunten Platz und erhielt rund 75.000 US-Dollar. Beim PokerStars Caribbean Adventures (PCA) auf den Bahamas wurde er Mitte Januar 2015 Zweiter bei einem Side-Event und sicherte sich aufgrund eines Deals mit dem Sieger Jonathan Duhamel ein Preisgeld von über 110.000 US-Dollar. Im Jahr darauf gewann Maimone beim PCA das High-Roller-Turnier, dessen Siegprämie nach einem Deal mit Sean Winter knapp eine Million US-Dollar betrug. Im August 2020 setzte sich Maimone bei einem Turnier der aufgrund der COVID-19-Pandemie auf GGPoker ausgespielten World Series of Poker Online durch und erhielt mehr als 300.000 US-Dollar sowie ein Bracelet. Seitdem blieben größere Turniererfolge aus.
Insgesamt hat sich Maimone mit Poker bei Live-Turnieren mehr als 2 Millionen US-Dollar erspielt.